# Benigni-palota
A kolozsvári Benigni-palotát 1891-ben építtette Benigni Sámuel (1840–1903) mészáros és borkereskedő, az Iparegylet elnöke.  A palota az egykori Nagy (ma Horea) utca 2. szám alatt található. A bérház Benigni halála után Brecher Dávid lisztnagykereskedő tulajdonába került. Az első világháború után Élián Viktor bornagykereskedő lett a tulajdonosa. Ezért a palotát sokan ma Élián-palotának ismerik, és a romániai műemlékek jegyzékében a CJ-II-m-B-07347 sorszám alatt is így szerepel. Sokszor, hibásan, a szemben levő Bak-palotát nevezik Benigni-palotának, de ezt korabeli újságcikkek cáfolják.